# Kadaň
Pour les articles homonymes, voir Caden (homonymie).
Kadaň (prononcer [ˈkadaɲ]) parfois Caden en français (en allemand : Kaaden) est une ville du district de Chomutov, dans la région d'Ústí nad Labem, en Tchéquie. Sa population s'élevait à 18 275 habitants en 2023.
Située au cœur d'un important bassin industriel, la ville est surtout un pôle résidentiel et administratif. Deux grandes centrales thermiques (celles de Tušimice et Prunéřov) l’alimentent en électricité.

## Géographie
Kadaň est arrosée par l’Ohře et se trouve à 14 km au sud-ouest de Chomutov, à 64 km au sud-ouest d'Ústí nad Labem et à 90 km au nord-ouest de Prague.
La commune est limitée par Výsluní, Místo, Málkov et Spořice au nord, par Březno et Rokle à l'est, par Vilémov et Radonice au sud, et par le terrain militaire de Hradiště et Klášterec nad Ohří à l'ouest.

## Histoire

### Les Hospitaliers
La première trace écrite de la ville date de la fin du XIIe siècle – le prince tchèque accorda la « ville marchande » de Kadaň aux Hospitaliers de l'ordre de Saint-Jean de Jérusalem. Les dirigeants slaves appellent alors des colons allemands dans le pays, leur offrant la liberté mais bénéficiant d'impôts en contrepartie. Les Hospitaliers ont construit la première église à Kadaň, l'église Saint-Jean-Baptiste, maintenant de style baroque, qui se trouve toujours dans la partie de la ville appelée « Banlieue hospitalière ».

### Moyen Âge

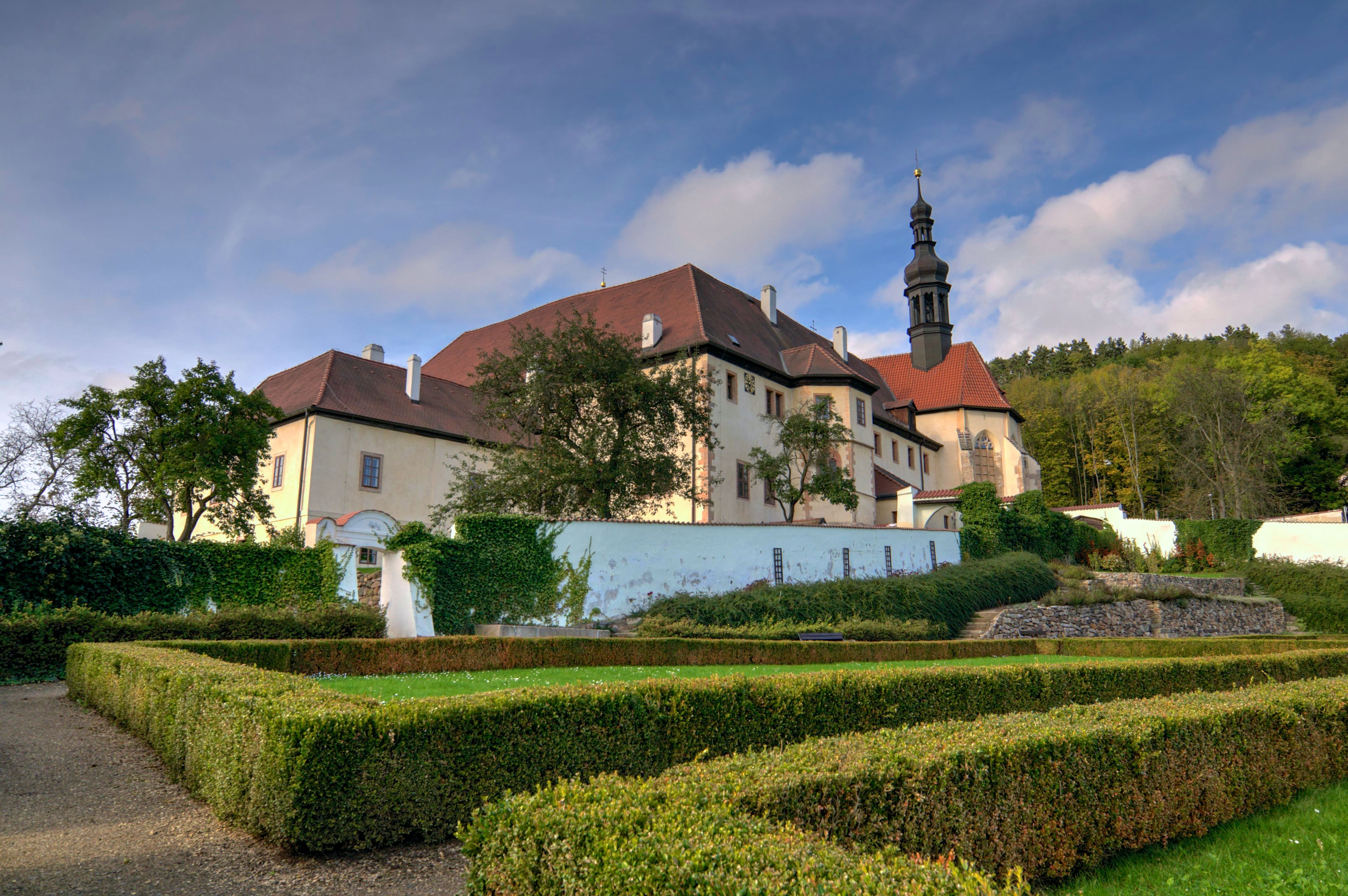
L'ancien monastère franciscain, aujourd'hui musée municipal

Au XIIIe siècle, la ville est promue « Ville royale ». Elle commence à prospérer et une nouvelle ville est construite sur les hauteurs au-dessus de la rivière, avec un château et le monastère franciscain de Kadaň. En 1362 a lieu un grand incendie. Cependant, l'empereur Charles IV qui a visité la ville à deux reprises (1367 et 1374) lui accorde plusieurs droits municipaux (autogouvernance, des vignobles et un marché annuel) qui la font prospérer. Le règne de Venceslas IV produit l'habile horloger Mikuláš de Kadaň, qui, avec le mathématicien et astronome Jan Šindel, a conçu l'horloge astronomique de Prague.
Le XVe siècle apporte une nouvelle dimension à l'histoire de Kadaň : la ville et le château sont souvent nantis aux créanciers royaux. À la fin du règne de Georges de Poděbrady, la ville et plus tard le château furent capturés par Jan Hasištejnský z Lobkovic, qui semblait considérer Kadaň comme une capitale appropriée pour ses territoires dépendants. L'établissement et la construction du monastère des Franciscains de stricte observance, construit comme lieu de sépulture familiale et plus tard lieu de pardon des Quatorze saints auxiliateurs, peut refléter ses ambitions pour la ville. Jan Hasištejnský est mort en 1517 et est enterré dans l'église des Quatorze saints auxiliateurs. Son tombeau est toujours exposé dans l'église, qui fait maintenant partie du musée municipal. La même année voit le début de la Réforme en Allemagne, qui a un impact immédiat sur l'atmosphère à Kadaň dont la plupart des habitants étaient de langue allemande. En 1534, la « paix religieuse de Kadaň » est négociée ici entre les protestants du Wurtemberg et Ferdinand Ier, empereur du Saint-Empire pour le côté catholique. Lors de la guerre de Trente Ans au cours du siècle suivant, Kadaň est victime d'incendies et de pillages par diverses armées en route vers les champs de bataille de Bohême. Après la guerre, l'ancienne ville tchéco-allemande devient un domaine allemand monolingue.

### Histoire moderne

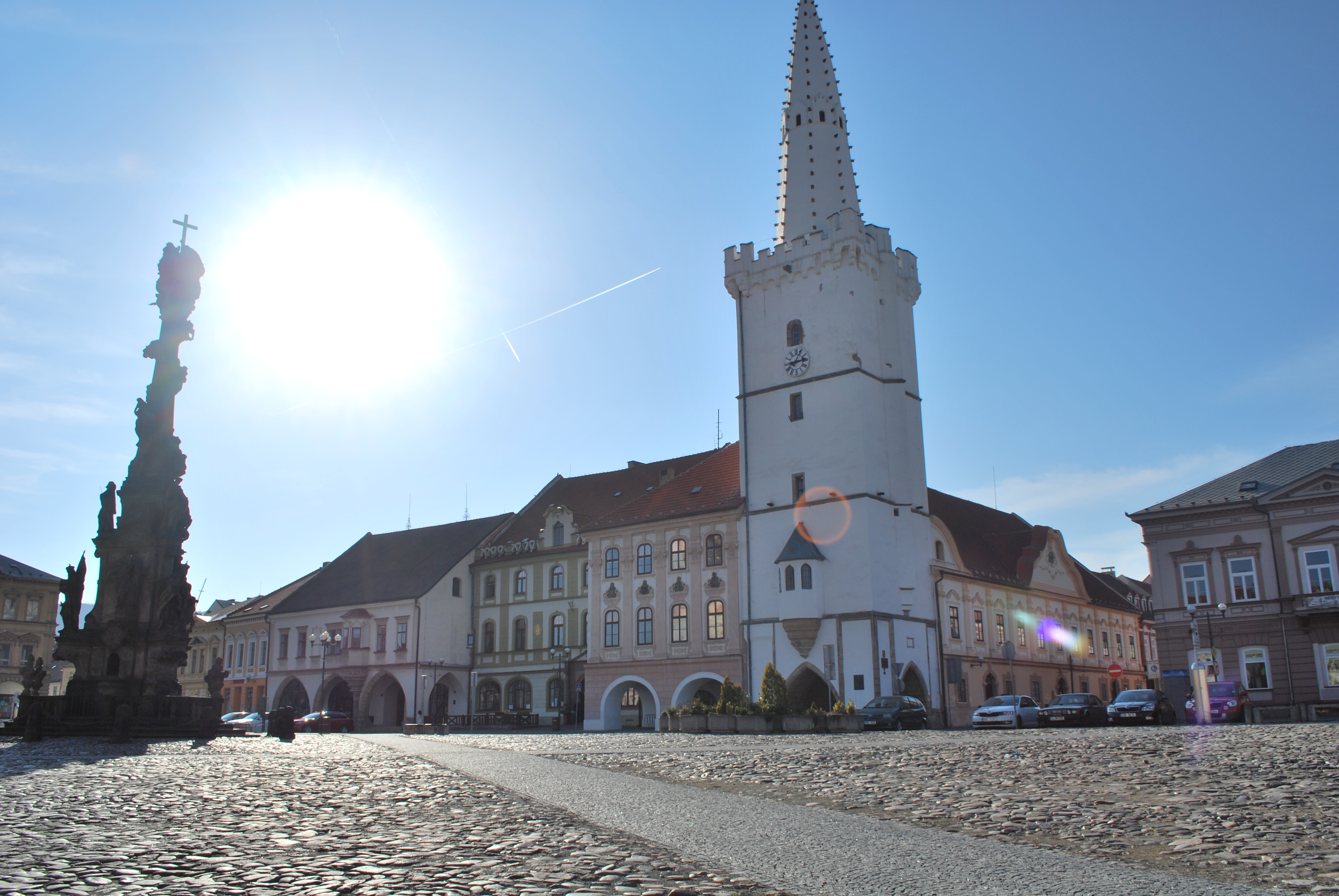
Place centrale avec l'hôtel de ville de style gothique.

Pendant la guerre de Succession d'Autriche, Kadaň est un point d'appui pour l'armée française en retrait. Les troupes françaises prennent la ville (siège de Kaaden) et se fortifient dans le monastère franciscain avant d'être assiégées par des unités hongroises et croates de l'armée autrichienne. La porte de l'église du monastère montre encore les impacts de balles de cette bataille du 14 octobre 1742. La ville est détruite par un incendie en 1746, une opportunité pour l'architecte Johann Christoph Kosch pour construire de nombreux édifices baroques, dont l'église de l'Élévation de la Sainte-Croix, l'église de la Sainte-Famille et le monastère de l'Ordre de Sainte-Élisabeth. Le château de Kadaň a été reconstruit pour servir de caserne au temps de Marie-Thérèse d'Autriche. Son fils Joseph II a visité Kadaň en 1779. Les réformes de Joseph ont également affecté la vie de la ville. Le monastère des Minorites est fermé et devient par la suite les locaux du premier Lycée sous contrôle des Piaristes de 1803 à 1823. 1788 voit l'inauguration du conseil municipal de la ville. Jakob Marzel Sternberger est son premier maire et exerce ses fonctions jusqu'en 1822. Son arrière-petit-fils Jacob Sternberger a émigré aux États-Unis en 1850 dans le cadre de la première vague d'immigrants européens de l'époque.
Le dernier grand incendie endommage la ville en 1811 et depuis lors, le centre historique a conservé son aspect. Benjamin Constant en a fait le cadre de son roman Adolphe (1816), où la ville apparaît comme « Caden, petite ville de la Bohême ». Après la Révolution de 1848, la ville perd de son importance et devient un centre de district. Jusqu'en 1918, la ville de Kaaden fait partie de l'empire d'Autriche, puis d'Autriche-Hongrie (Cisleithanie après le compromis de 1867), chef-lieu du district de même nom, l'un des 94 Bezirkshauptmannschaften en Bohême.
Le rang de ville de district dure pendant 110 ans puis la ville est affiliée au district de Chomutov. Dans la seconde moitié du XIXe siècle, la composition nationale de la population de Kadaň était très explicite : plus de 90 % d'Allemands de Bohême et seulement 3 % de Tchèques. La ville comprend également une communauté juive.

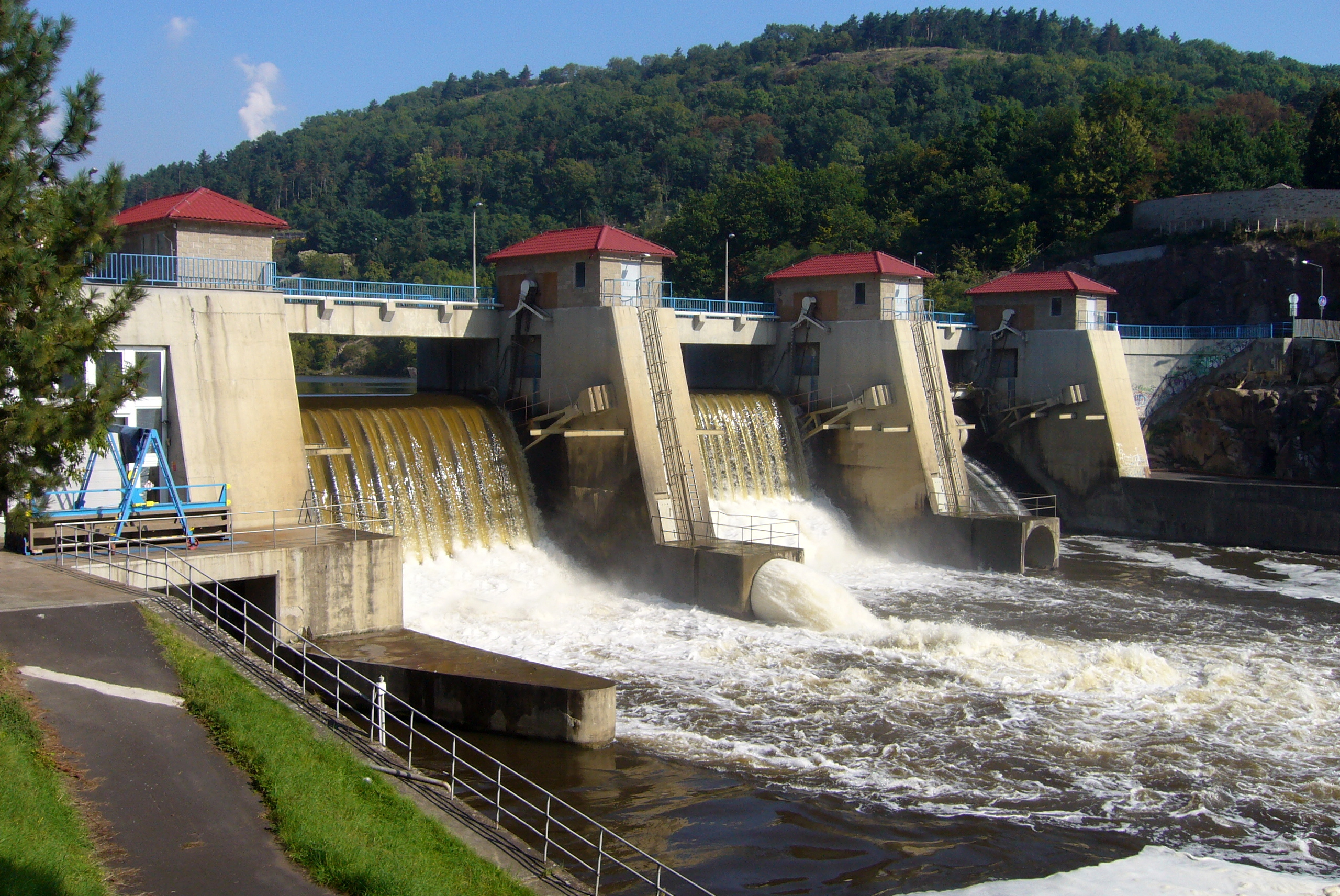
Barrage sur l'Ohře

Après la Première Guerre mondiale, Kadaň se trouve dans la Tchécoslovaquie nouvellement créée. Le 4 mars 1919, après l'appel du groupe régional des sociaux-démocrates à l'occasion du jour des élections à l'Assemblée nationale autrichienne, les Allemands de Bohème de Kadaň manifestent pour le droit à l'autodétermination et pour le maintien dans l'Autriche. Au cours d'un différend avec les militaires tchécoslovaques stationnés dans la ville, 17 personnes sont tuées dans la ville, 30 sont grièvement blessées et 80 légèrement.
Selon les accords de Munich, de 1938 à 1945, Kadaň appartenait au district de Kadaň, district administratif de Cheb, dans le Reichsgau des Sudètes de l'Empire allemand. Un peu plus tard, la synagogue a été incendiée lors des pogroms de novembre 1938.
Après la fin de la Seconde Guerre mondiale, les frontières de la Tchécoslovaquie qui existaient jusqu'en 1938 sont restaurées. Au cours de la période suivante, les biens des résidents allemands sont confisqués sur la base des décrets Beneš, les biens de l'Église évangélique sont liquidés par la loi n° 131/1948 Sb et les églises catholiques de Tchécoslovaquie sont expropriées sans indemnité. La quasi-totalité de la population d'origine allemande (Allemands des Sudètes) est expropriée et expulsée sans compensation en 1945/1946.
En raison d'une réinstallation rapide, la ville comptait à nouveau 5 062 habitants le 22 mai 1947. Le barrage de Kadaň au sud du monastère franciscain est construit entre 1966 et 1971.

## Population
Recensements ou estimations de la population de la commune dans ses limites actuelles :
| 1869* | 1880*  | 1890*  | 1900*  | 1910*  | 1921*  |
| ----- | ------ | ------ | ------ | ------ | ------ |
| 8 262 | 10 368 | 11 081 | 11 999 | 13 186 | 12 974 |

| 1930*  | 1950* | 1961*  | 1970*  | 1980*  | 1991*  |
| ------ | ----- | ------ | ------ | ------ | ------ |
| 13 480 | 7 908 | 10 010 | 15 624 | 18 614 | 17 796 |

| 2001*  | 2011*  | 2014   | 2015   | 2016   | 2017   |
| ------ | ------ | ------ | ------ | ------ | ------ |
| 17 579 | 17 604 | 17 923 | 17 907 | 17 839 | 17 924 |

| 2018   | 2019   | 2020   | 2021*  | 2022   | 2023   |
| ------ | ------ | ------ | ------ | ------ | ------ |
| 18 015 | 18 202 | 18 246 | 17 386 | 17 628 | 18 275 |

## Administration
La commune se compose de neuf sections :
- Brodce
- Bystřice
- Kadaň
- Pokutice
- Prunéřov (comprend le hameau de Nová Víska)
- Tušimice
- Úhošť
- Úhošťany (comprend le hameau de Kadaňská Jeseň)
- Zásada u Kadaně (comprend le hameau de Meziříčí)

## Patrimoine
Centre touristique, Kadaň s'enorgueillit de son monastère franciscain et de son centre historique que domine un beffroi de style gothique. On y trouve aussi la ruelle la plus étroite du pays : Katova ulička, large de seulement 66 cm.

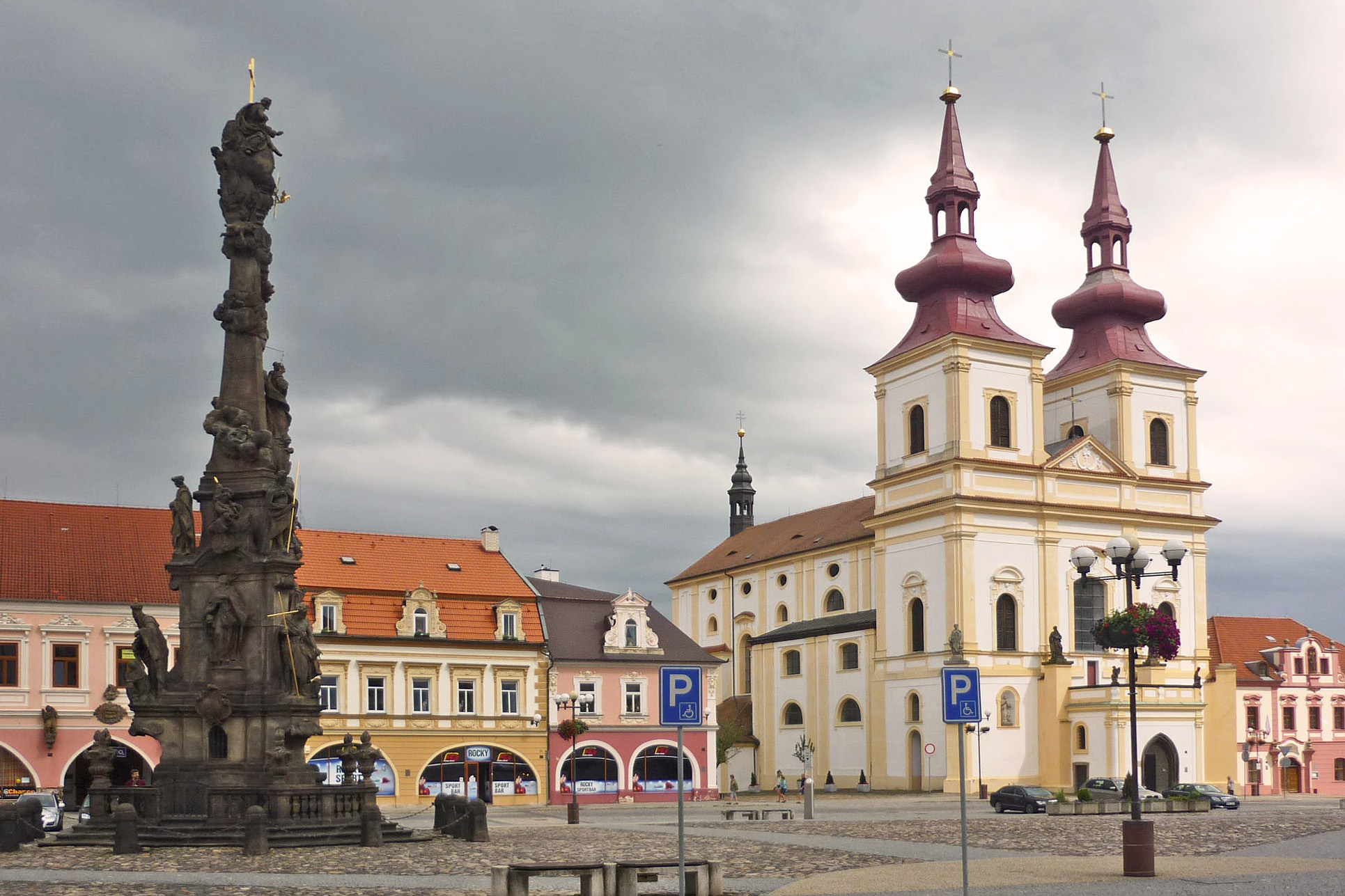
Place du Marché : colonne de la Sainte-Trinité et église de l'Exaltation de la Sainte-Croix.
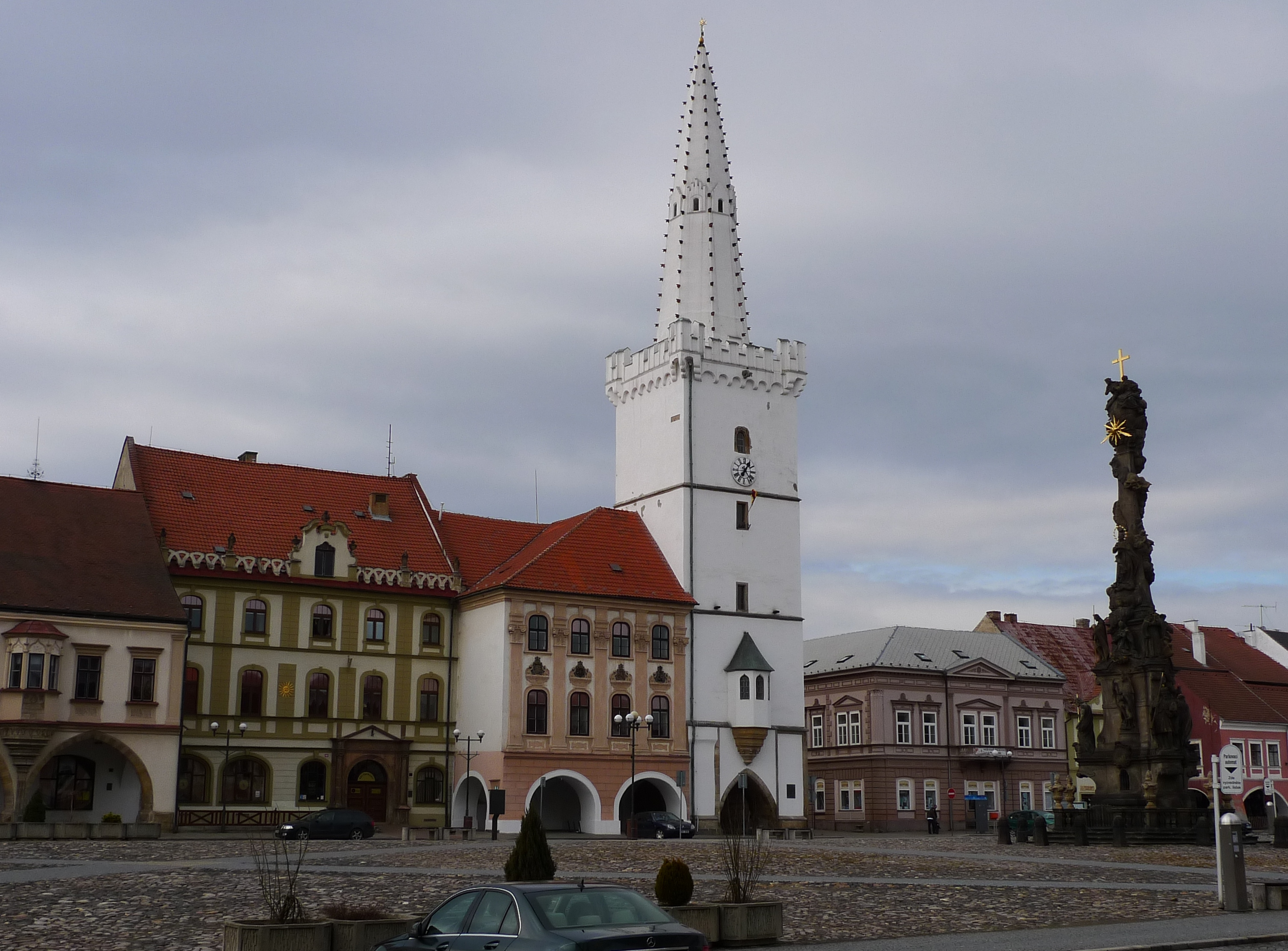
Place du Marché : hôtel de ville de Kadaň.
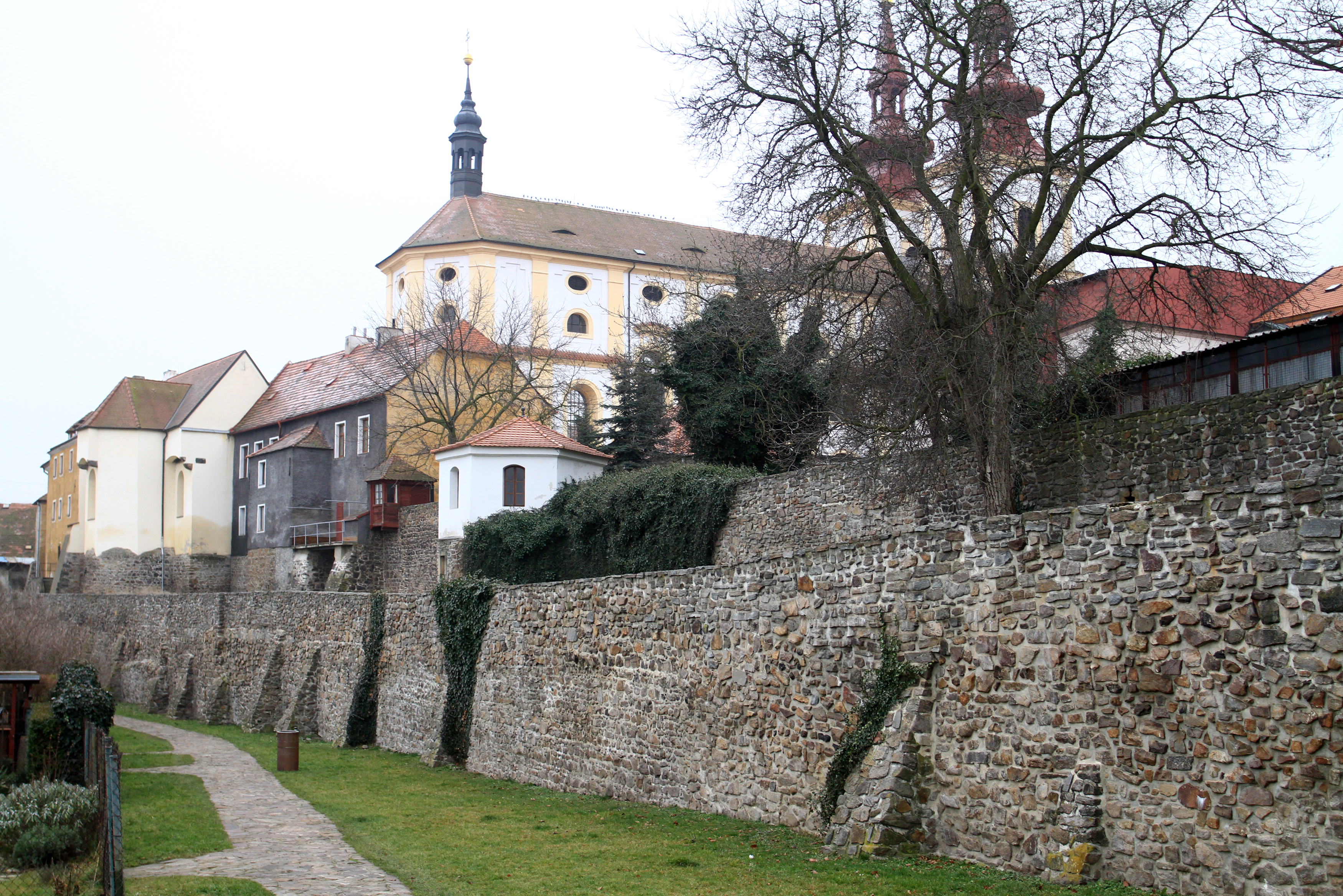
Kadaň : les murs de la ville.

## Transports
Par la route, Kadaň se trouve à 21 km de Klášterec nad Ohří, à 21 km de Chomutov, à 84 km d'Ústí nad Labem et à 107 km de Prague.